# Хват (рассказ)
«Хват» — рассказ Владимира Набокова, относящийся к русскому периоду его творчества. Был написан и опубликован (под псевдонимом В. Сирин) в 1932 году, вошёл в состав сборника «Соглядатай» (Париж, 1938).

## Сюжет и история текста
Повествование ведётся от лица русского эмигранта Константина, работающего коммивояжёром, — «бойкого, бессердечного, самодовольного пошляка». Отправляясь в очередную поездку, он планирует новую измену жене. В поезде Константин знакомится с женщиной, выходит на её станции и идёт к ней домой. Пока она ходит за покупками, появляется человек с известием, что её отец находится при смерти и вряд ли доживёт до утра. Константин ничего не говорит своей знакомой, торопливо овладевает ею на кухне, сразу выходит под предлогом покупки сигары и отправляется на вокзал.
«Хват» был написан в период с 21 апреля по 5 мая 1932 года в Берлине. Редакции берлинской газеты «Руль» и парижской газеты «Последние новости» отвергли этот рассказ, по словам Набокова, «как неуместный и грубый». Тогда автор отправил рукопись в газету «Сегодня», выходившую в Риге. Там «Хват» и увидел свет 2—4 октября того же года. В 1938 году автор включил рассказ в сборник «Соглядатай». В 1971 году перевод «Хвата» на английский язык был опубликован в журнале «Плейбой», в 1973 году увидел свет в составе авторского сборника Russian Beauty and Other Stories.
Биограф Набокова Брайан Бойд считает главным достоинством рассказа глубокое проникновение автора «в чужое „я“». При этом личность центрального персонажа, неприятного и во всех отношениях посредственного, становится «живописной и красочной».